# Saudi Badminton Federation
Die Saudi Badminton Federation (auch Saudi Badminton Committee; arabisch الاتحاد السعودي للريشة الطائرة, DMG al-Ittiḥād as-saʿūdī li-r-rīša aṭ-ṭāʾira) ist die oberste nationale administrative Organisation in der Sportart Badminton in Saudi-Arabien.

## Geschichte
Die Saudi Badminton Federation wurde auf Beschluss des Allgemeinen Präsidenten der Jugendhilfe von 1. Juli 2014 (Resolution Nr. 2894) im Jahr 2015 gegründet. Am 11. September 2017 wurde der Verband Mitglied im Weltverband Badminton World Federation. Der Verband ist ebenfalls Mitglied im kontinentalen Dachverband Badminton Asia Confederation. Der Sitz des Verbandes befindet sich in Riad im Prince Faisal Bin Fahad Olympic Complex. Der Verband gehört dem Nationalen Olympischen Komitee an.

## Bedeutende Persönlichkeiten
- Moqren M. Almoqren, Präsident
- Yazeed Y. Almasoud, Generalsekretär